# Pablo Giralt
Pablo Giralt (Venado Tuerto, 5 de abril de 1974) es un periodista deportivo, relator y conductor argentino. Actualmente forma parte de Telefe, DSports, TNT Sports y CNN Radio Argentina.

## Trayectoria
Estudió periodismo deportivo en DeporTEA en el año 1992 y luego obtuvo una licenciatura en periodismo deportivo en la Universidad de Ciencias Empresariales y Sociales de Argentina en 1996.
Desde 1999 trabaja para la empresa Torneos y Competencias. Su primer relato radial fue en Radio Belgrano de Buenos Aires (AM 950), donde condujo la tira diaria "La Vuelta Olímpica", junto a Martín Perazzo y Santiago Ezequiel Figueredo, entre 2008 y 2010.

### DirecTV Sports
Inició en DirecTV Sports en el año 2005. En el 2006 empezó a cubrir el Mundial de fútbol de Alemania como narrador y a partir de allí comenzó como analista y presentador en el programa Fútbol Total con un brillante equipo de producción compuesto por Agustín Rodríguez, Federico Lemos, Martín Manrupe, Nicolás Angarola y Jorge Zalazar. El 5 de junio de 2017 anunció su retiro de la conducción del programa luego de la cobertura de la Copa Confederaciones. El 4 de septiembre de 2017, luego de una campaña de intriga puesta al aire durante los días previos, Pablo Giralt apareció en el show confirmando su regreso en la conducción del mismo a partir del lunes 11 del mismo mes. Su regreso como conductor coincide con la emisión 2500 del programa. Unas de sus frases más características es: "Porque de fútbol se habla así" y "Dejaremos la vida, el corazón y el alma". La primera de estas dio nombre a un nuevo éxito de la señal: "De fútbol se habla así", tira que comenzó en 2015 y al día de la fecha ya cuenta con su versión uruguaya, peruana, colombiana y chilena.

### Canal 13
Entre 2016 y 2017 relató los partidos de la Primera División de Argentina, haciendo dupla con Fernando Pacini y relatando a los cinco grandes.

### TNT Sports
Desde agosto de 2017 es relator de los partidos de la Primera División de Argentina por TNT Sports, en dupla con Matías Martin (hasta 2019) y actualmente con Juan Pablo Varsky.

### El Nueve
Durante 2018 fue el conductor de la nueva versión del programa de los 90 Tribuna Caliente por El Nueve.

### Televisión Pública
Entre 2020 y 2022 relató los partidos de la Selección Argentina junto a Matías Martin y a Ángela Lerena por la Televisión Publica.

### Telefe
A partir de 2023, relata un partido por semana de la Copa Libertadores por Telefe, en dupla nuevamente con Juan Pablo Varsky.

## Televisión

### TyC Sports
- Primera División de Argentina
- Primera B Nacional
- Primera B

### DirecTV Sports
- Fútbol Total
- Mundial Total
- De Fútbol Se Habla Así: Argentina
- Río Total
- Desde Rusia se habla así
- De Fútbol Se Habla Así: Sudamérica

### eltrece
- Primera División de Argentina

### TNT Sports
- La Fecha TNT
- Primera División de Argentina
- Último Hombre
- Sorteo: Copa de la Liga Profesional 2020
- Copa Mundial de Clubes de la FIFA
- Pelota Parada
- TNT Sports en CNN Radio

### elnueve
- Tribuna Caliente

### Facebook Watch
- Liga de Campeones de la UEFA

### TVP
- Primera B Nacional
- Camiseta Argentina
- La Noche de la Copa
- Rumbo a Catar
- La Era Scaloni

### Telefe
- Copa Libertadores

- Copa América

## Coberturas especiales

### Copa Mundial de la FIFA
- Copa Mundial de Fútbol de 2006 (DirecTV Sports)
- Copa Mundial de Fútbol de 2010 (DirecTV Sports)
- Copa Mundial de Fútbol de 2014 (DirecTV Sports)
- Copa Mundial de Fútbol de 2018 (DirecTV Sports)
- Copa Mundial de Fútbol de 2022 (DirecTV Sports y Televisión Pública)

### Copa América
- Copa América 2007 (DirecTV Sports)
- Copa América 2011 (DirecTV Sports)
- Copa América 2015 (DirecTV Sports)
- Copa América Centenario (DirecTV Sports)
- Copa América 2019 (DirecTV Sports)
- Copa América 2021 (DirecTV Sports y Televisión Pública)
- Copa América 2024 (DirecTV Sports y Telefe)

### Copa Confederaciones
- Copa Confederaciones 2009 (DirecTV Sports)
- Copa Confederaciones 2013 (DirecTV Sports)
- Copa Confederaciones 2017 (DirecTV Sports)

### Eurocopa
- Eurocopa 2016 (DirecTV Sports)
- Eurocopa 2020 (DirecTV Sports)

### Eliminatorias Sudamericanas
- Eliminatorias Sudamericanas 2022 (Televisión Pública)
- Eliminatorias Sudamericanas 2026 (Telefe)

### Otros
- Final de la Copa del Rey 2015 (DirecTV Sports)
- Final de la Copa Italia 2016 (DirecTV Sports)
- Final de la Copa del Rey 2016 (DirecTV Sports)
- Final de la Copa del Rey 2017 (DirecTV Sports)
- Liga de Campeones de la UEFA 2019-20 (Facebook Watch)
- Liga de Campeones de la UEFA 2020-21 (Facebook Watch)
- Copa Mundial de Fútbol de Clubes de 2021 (TNT Sports)
- Repechajes Intercontinentales rumbo a la Copa Mundial de Fútbol de 2022 (TNT Sports)
- Copa Mundial de Fútbol de Clubes de 2022 (DirecTV Sports)
- Copa Libertadores 2023 (Telefe)
- Copa Libertadores 2024 (Telefe)
- Copa Libertadores 2025 (Telefe)
- Copa Intercontinental de la FIFA 2024 (DirecTV Sports)
- Copa Mundial de Clubes de la FIFA 2025 (DirecTV Sports y Telefe)